# Can Murtra (Canet d'Adri)
Can Murtra és una obra de Canet d'Adri (Gironès) protegida com a bé cultural d'interès local.

## Descripció
És una construcció de planta rectangular, amb un cos adossat a la façana posterior. Es desenvolupa en planta baixa, pis i golfes. La coberta és de teula àrab a dues vessants i està acabada amb un ràfec format per una filada de teula girada. Les parets portants són de maçoneria amb carreus a les cantonades i al voltant de les obertures. La porta principal és dovellada. Les finestres del primer pis són emmarcades per carreus de pedra de Girona, l'ampit és motllurat i descansa sobre dos grans carreus.
Interiorment s'estructura en tres crugies perpendiculars a la façana principal.